# Sidgui Ruhulla
 (mars 2023).
Sidgui Ruhulla (vrai nom : Ruhulla Akhundov ; en azéri : Ruhulla Fətulla oğlu Axundov) ; né le 9 avril 1886 à Buzovna, district de Bakou et mort le 5 mai 1959 à Bakou) est un acteur azerbaïdjanais soviétique, directeur de théâtre. Artiste du peuple de l'URSS (1949).

## Biographie
Sidgui Ruhulla dans la famille d'un enseignant. Il a reçu son éducation primaire d'un enseignant du village. Son père Molla Fatulla Akhundov a joué un grand rôle dans le développement spirituel de son fils.

## Début artistique
Il arrive sur scène depuis 1906. Depuis 1908 dans la troupe de G. Arablinsky (Bakou). Il étudie le théâtre avec les fondateurs du théâtre national Djahanguir Zeynalov, Huseyn Arablinsky, en utilisant l'expérience de l'art théâtral russe.

## Mises en scène
Il prépare des spectacles en Géorgie, en Asie centrale, en Azerbaïdjan du Sud et dans le Caucase du Nord. En 1912-1916, il travaille à Gandja, où il met en scène les œuvres de U. Hadjibeyov "Leyli et Madjnun" (1912), "Pas celle-là, alors celle-ci" (1913). En 1916, à Tachkent, il met en scène les opéras de U. Hadjibekov "Leyli et Madjnun", "Asli et Kerem", l'opérette "Arshin Mal Alan", contribuant à la formation du théâtre musical et dramatique.
Dès 1924 il est l’acteur principal du Théâtre dramatique d'Azerbaïdjan M. Azizbekov où il crée plus de 300 images caractéristiques différentes. 

## Récompenses et titres
- Artiste émérite de la RSS d'Azerbaïdjan (1931)
- Artiste du peuple de la RSS d'Azerbaïdjan (1938)
- Artiste du peuple de l'URSS (1949)
- Prix Staline du deuxième degré (1948) - pour l'interprétation du rôle d'Agalarov dans la pièce Matin de l’Est de E. G. Mammadkhanly
- Ordre de Lénine (1956)
- Ordre de la bannière rouge du travail (1949)
- Médaille "Pour la Défense du Caucase"
- Médaille "Pour la valeur du travail"

## Mémoire
- Plaque commémorative sur le mur de la maison de Bakou où vivait Sidgi Ruhulla. Rue Hazi Aslanov, 52

## Rôles au théâtre
- Aga Mohammed Shah Qajar A.A. Akhverdiev - Agha Mohammed Shah Qadjar
- Hadji Qara de M. F. Akhundov - Hadji Qara
- Nadir-Shah  N. Narimanov - Nadir
- Vagifde S. Vurgun - Qadjar
- Matin de l'Est E. G. Mammadkhanli - Agalarov
- Sevil Dj. Jabbarli - Atakichi
- Siyavuch G. Javid - Rustam
- Le Malheur de Fakhreddine de N. F. Vezirov - Rustam-bek, Fakhreddine
- Hayat M. Ibrahimov - Suleyman
- Inspecteur N. V. Gogol - Gouverneur
- Voleurs de F. Schiller - Franz
- Le Roi Lear de W. Shakespeare - Le Roi Lear
- Othello de W. Shakespeare - Othello, Iago.

## Filmographie
Au nom de Dieu (1925)
Fille de Gilan Hadji Zəkidər (1928)
Hadji-Qara Aliyar Bey (1929)
Buisson d'or (1930)
Paysans huissier (1939)
Fatali Khan Rza-bey (1947)